# Nono (Córdova)
Nono é um município da província de Córdova, na Argentina.